# Nuts
Nuts (nutsowy układ) zwany też po prostu nut, w pokerze oznacza najlepszy możliwy układ w danym momencie. Określenie to najczęściej używa się w grach typu Hold’em.
Na przykład, w grze Texas Hold’em, jeżeli karty wspólne to 5♠ 6♠ A♣ 9♠ 5♥, nutsowym układem jest poker od piątki do dziewiątki, który można mieć z ręką 7♠ 8♠. Przy tych samych kartach wspólnych 5♣ 5♦ dałoby drugi najlepszy możliwy układ, tzw. drugi nuts, czyli karetę piątek. natomiast ręka zawierająca dwa Asy dałaby fulla Asy na piątki, co byłoby tzw. trzecim nutsem.
Warto pamiętać, że nuts to najlepszy układ w aktualnej sytuacji, a nie absolutnie najlepszy przy tych samych kartach wspólnych. na przykład, kiedy na stole leżą 7♥ 2♣ K♠ K♥ 3♦ nutsową ręka są dwa króle, ale kiedy gracz ma K-7 wie że to najlepsze karty, bo sytuacja, aby przeciwnik miał K-K jest niemożliwa (w talii są tylko 4 króle).
W grach High low split często używa się dwóch pojęć dla układów niskich i wysokich, odpowiednio nut-low i nut-high. W grze Omaha Hi-Lo, jeśli na stole leżą 5♠ 6♠ A♣ 9♠ 5♥, gracz mając 2-3 ma układ nut-low, czyli 6-5-3-2-A, a gracz z 2-4 drugiego nut-low (6-5-4-2-A). Czasami używa się również terminu „nut-nut” kiedy gracz ma najlepszy możliwy zarówno niski, jak i wysoki układ. Przy powyższym przykładzie nut-nut ma gracz mający 7♠ 8♠ oraz 2-3 (obojętnie w jakim kolorze).
Istnieją też terminy, jak „nutsowy kolor” czy „nutsowy full”. Odnoszą się one do sytuacji, w której gracz ma najlepszy układ danego rodzaju. Przy wyżej wymienionych kartach wspólnych ręka A-A daje nutsowego fulla, pomimo że możliwe są lepsze układy.